# Etenon
Ethenon je formalno ime za keten, organsko jedinjenje sa formulom . On je najjednostavniji član ketenske klase. On je tautomer etinola.

## Osobine
Etenon je bezbojni gas pri standardnim uslovima i ima oštar iritirajući miris. Etenon ima molekulsku masu 42,04 Da, tačku topljenja -150,5°C (-239°F) i tačku ključanja od -56.1°C (-69°F). On je rastvoran u acetonu, etanolu, etil etru i aromatičnim rastvaračima. 

## Priprema
Etenon se može pripremiti u laboratoriji putem pirolize acetonske pare.